# Dustin Demuth
Dustin Demuth (* 1. Oktober 1993 in Hagen) ist ein deutscher Eishockeyspieler, der seit der Saison 2021/22 bei den Eisadlern Dortmund in der Regionalliga unter Vertrag steht. Für die Iserlohn Roosters und die Düsseldorfer EG bestritt er insgesamt drei Partien in der Deutschen Eishockey Liga (DEL).

## Karriere
Dustin Demuth begann seine Karriere als Eishockeyspieler in der Nachwuchsabteilung des Iserlohner EC. Später wechselte er zum Krefelder EV 1981, für den er unter anderem von 2006 bis 2008 in der Schüler-Bundesliga aktiv war. Die folgenden vier Jahre verbrachte der Angreifer bei der Düsseldorfer EG, für deren Juniorenmannschaft er in der Deutschen Nachwuchsliga antrat. 
Zur Saison 2012/13 wurde er von den Iserlohn Roosters verpflichtet, für deren Profimannschaft er im Laufe der Spielzeit sein Debüt in der Deutschen Eishockey Liga gab. Parallel kam er zudem mit einer Förderlizenz ausgestattet für den Oberligisten Moskitos Essen zum Einsatz. Auch in der Spielzeit 2013/14 wurde er hauptsächlich bei den Moskitos eingesetzt, kam aber auch zu einem DEL-Spiel für die Düsseldorfer EG.
Ab der Saison 2014/2015 gehörte er fest zum Kader der Hammer Eisbären, mit denen er 2015 in die vierte Liga abstieg. 2020 gelang die Rückkehr in die Oberliga. Seit 2021 spielt Demuth für die Eisadler Dortmund in der viertklassigen Regionalliga.

## Karrierestatistik
(Legende zur Spielerstatistik: Sp oder GP = absolvierte Spiele; T oder G = erzielte Tore; V oder A = erzielte Assists; Pkt oder Pts = erzielte Scorerpunkte; SM oder PIM = erhaltene Strafminuten; +/− = Plus/Minus-Bilanz; PP = erzielte Überzahltore; SH = erzielte Unterzahltore; GW = erzielte Siegtore; 1 Play-downs/Relegation; Kursiv: Statistik nicht vollständig)